# Bagua (Perù)
Bagua è un comune del Perù, situato nella Regione di Amazonas e capoluogo della Provincia di Bagua.